# Elias Lönnrot
Elias Lönnrot  (sinh ngày 9 tháng 4 năm 1802 - mất ngày 19 tháng 3 năm 1884) là một nhà ngữ văn, nhà sư tập thơ truyền miệng Phần Lan truyền thống. Ông được biết đến với sáng tác Kalevala, sử thi quốc gia Phần Lan biên soạn từ văn hóa dân gian quốc gia. Lönnrot sinh năm tại Sammatti, ở tỉnh Uusimaa, Phần Lan. Ông học y khoa tại Học viện Turku. Năm ông nhập học học viện này là năm có đại hỏa hoạn Turku, thiêu rụi một nửa thị trấn - và trường đại học này. Lönnrot (và rất nhiều các phần còn lại của trường đại học này) đã chuyển đến Helsinki, nơi ông tốt nghiệp năm 1832. 